# (24794) Kurland
(24794) Kurland es un asteroide perteneciente al cinturón de asteroides descubierto el 20 de octubre de 1993 por Eric Walter Elst desde el Observatorio de La Silla, Chile.

## Designación y nombre
Kurland se designó al principio como 1993 UB7.
Más adelante, en 2007, fue nombrado por Kurland (Curlandia) que es el antiguo nombre de los distritos de Zemgale y Kurzeme en la actual Letonia. Gobernado desde 1201 hasta 1561 por las órdenes de caballería alemanas, desde 1562 hasta 1795 Kurland estuvo vinculado a Polonia-Lituania. Durante el siglo XVIII, el país estaba dominado por trabajadores judíos cualificados, artesanos y un núcleo de intelectuales.

## Características orbitales
Kurland orbita a una distancia media de 3,088 ua del Sol, pudiendo alejarse hasta 3,293 ua y acercarse hasta 2,883 ua. Tiene una excentricidad de 0,066 y una inclinación orbital de 22,582 grados. Emplea en completar una órbita alrededor del Sol 1981,98 días.
Los próximos acercamientos a la órbita de Júpiter ocurrirán el 13 de septiembre de 2118 y el 28 de julio de 2178.

## Características físicas
La magnitud absoluta de Kurland es 13,55. Tiene 13,929 km de diámetro y su albedo se estima en 0,048.